# 南川茶
南川茶（学名：Camellia nanchuanica）是山茶科山茶属的植物。分布于中国大陆的四川等地，生长于海拔1,300米的地区，多生长于阔叶林里，目前尚未由人工引种栽培。